# Katelicydyny
Katelicydyny – peptydy o działaniu podobnym do defensyn, o właściwościach bakteriobójczych w stosunku do szerokiego spektrum drobnoustrojów. U człowieka wykazano dotychczas obecność tylko jednej katelicydyny – hCAP 18. Pod wpływem proteazy serynowej 3 z katelicydyny hCAP 18 uwalniany jest aktywny peptyd – LL-37 o właściwościach bakteriobójczych. LL-37 jest syntetyzowany przez szpik kostny, keratynocyty zakażonej skóry oraz nabłonek dróg oddechowych. hCAP-18 jest głównym białkiem w specjalnych ziarnistościach neutrofilów, występuje również w limfocytach i monocytach, w komórkach złuszczającego się nabłonka, najądrzach i plazmie nasiennej, w płucach i w keratynocytach w przebiegu stanów zapalnych skóry. Biologiczne funkcje zlokalizowane są w C-końcu, który jest aktywowany przez rozszczepianie do holoprotein. C-koniec hCAP-18/LL-37 wykazuje szerokie działanie przeciwbakteryjne zarówno wobec bakterii Gram-ujemnych i Gram-dodatnich, oddziałuje synergistycznie przeciwbakteryjnie z defensynami oraz jest czynnikiem chemotaktycznym dla neutrofilów, monocytów i komórek T, a także może wiązać lipopolisacharyd (LPS).
Katelicydyny to mediatory zapalne wywierające wpływ na proliferację komórek i ich migrację, procesy immunomodulacji, gojenia się ran, angiogenezy, uwalniania cytokin i histaminy. Stwierdzono także, że LL-37 wykazuje działanie cytotoksyczne w stosunku do normalnych komórek ssaków. Wołowe i wieprzowe katelicydyny rozszczepiane są przez elastazę z ziarnistości azurofilnych dostarczających aktywnych białek przeciwdrobnoustrojowych. Wśród katelicydyn tylko pochodne peptydu CAP18 (ludzka i królicza) i CAP11 posiadają zdolność wiązania i neutralizowania LPS.